# Justine Katz
Pour les articles homonymes, voir Justine et Katz.
Justine Katz, née le 14 mai 1985, est une journaliste belge de télévision spécialisée dans les affaires judiciaires, le fait divers et le terrorisme à la RTBF.

## Biographie
Justine Katz est née le 14 mai 1985 à Bruxelles. Elle est romaniste de formation et a également un diplôme de journalisme à l'UCL.

## Carrière
En 2008, Justine Katz commence à travailler à la RTBF dans la cellule « société » du journal télévisé. 
À partir de 2013, elle se spécialise dans le thème du terrorisme et plus particulièrement du djihadisme. Elle intervient de nombreuses fois lors du JT afin d'apporter son analyse du phénomène et participe à l'élaboration d'un épisode dédié au djihadisme pour le reportage d'investigation Questions à la Une,.
En juillet et août 2015, elle présente ponctuellement le 15 minutes sur La Deux en duo avec Alex Mitea ou Jonathan Bradfer.
En 2020, Justine Katz prend en charge la présentation et la coproduction de la nouvelle émission d'investigation de la RTBF venue remplacer les émissions Questions à la Une et Devoir d'enquête, l'émission Investigation.